# Magnus Olsson (havskappseglare)
Per Magnus Bertil Olsson, född 4 januari 1949 i Stockholm, död 20 april 2013 på Lanzarote i Spanien, var en svensk professionell seglare. Han tävlade i flera seglingsevenemang, inklusive America's Cup och Whitbread Round the World Race/Volvo Ocean Race. Olsson var känd för sina erfarenheter från segling, främst offshore-racing. Sitt första Whitbread Round the World Race seglade han med Duran Duran-sångaren Simon Le Bon ombord på Drum 1985-86. 
Under Whitbread Round The World Race 1997-1998 seglade han ombord på EF Language med Paul Cayard som skeppare - deras båt vann hela tävlingen. Magnus Olsson seglade runt jorden med Volvo Ocean Race fem gånger innan han blev skeppare för sin egen besättning ombord på Ericsson 3 under Volvo Ocean Race 2008-2009. Ericsson 3, vann den längsta etappen (etapp fem) i tävlingens historia, mellan Qingdao och Rio de Janeiro - en sträcka på hela 12 300 nautiska mil som de seglade på tiden 40 dagar, 5 timmar, 37 minuter och 57 sekunder.
Magnus Olsson var i uppstarten för Team SCA inför Volvo Ocean Race 2014/15 när han avled på ett sjukhus på Lanzarote i sviterna av en stroke i april 2013. Han valdes 2013 in som tredje person i Svensk seglings Hall of Fame.

## Volvo Ocean Race
Magnus Olssons deltagande i Volvo Ocean Race: 
- Drum 1985-1986
- The Card 1989-1990
- Intrum Justitia 1993-1994
- EF Language 1997-1998 (första plats)
- Assa Abloy 2001-02 (andra plats)
- Ericsson 3 2008-09 (skeppare)

## Galleri

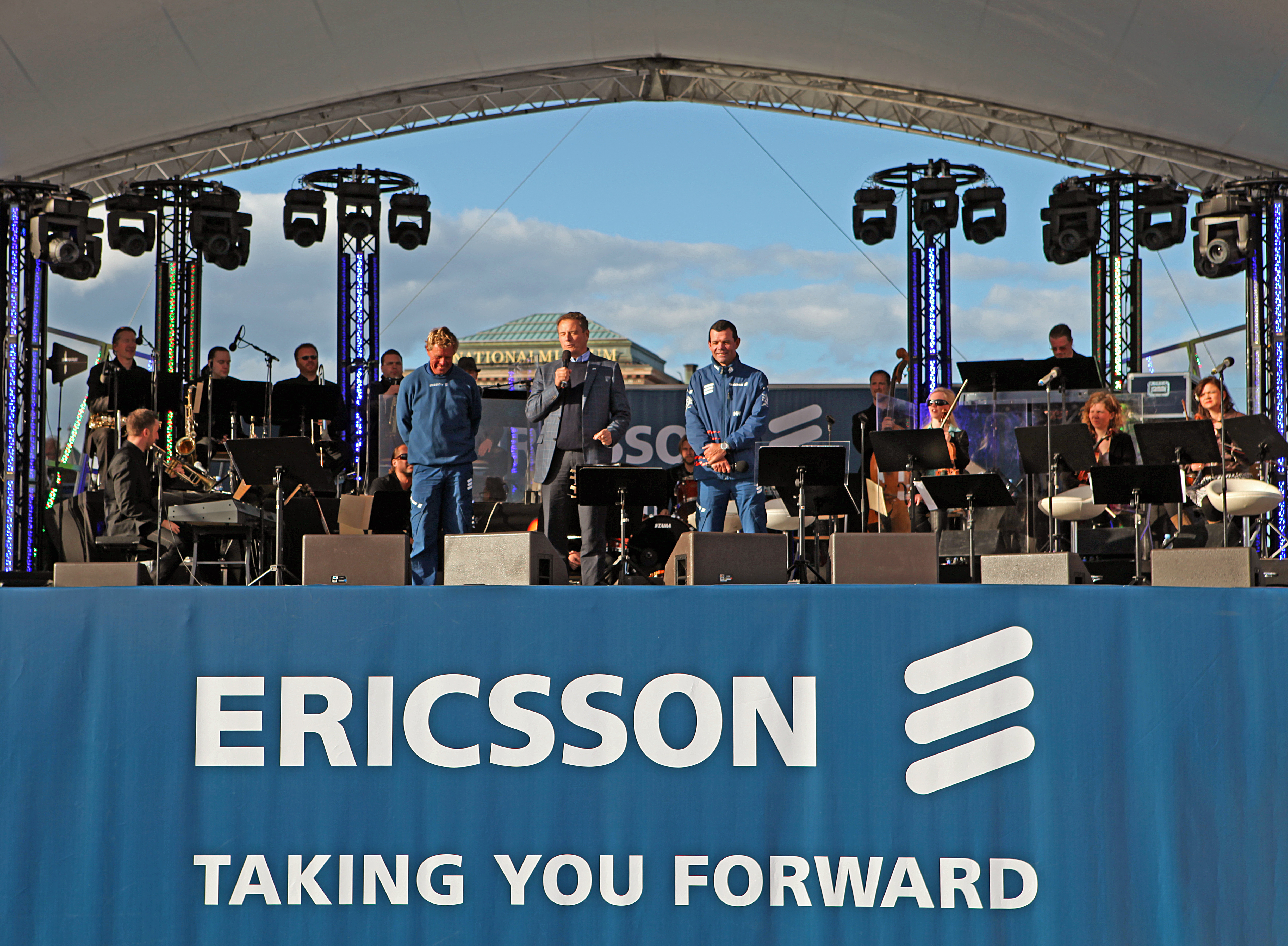
Magnus Olsson, Carl-Henric Svanberg, Torben Grael
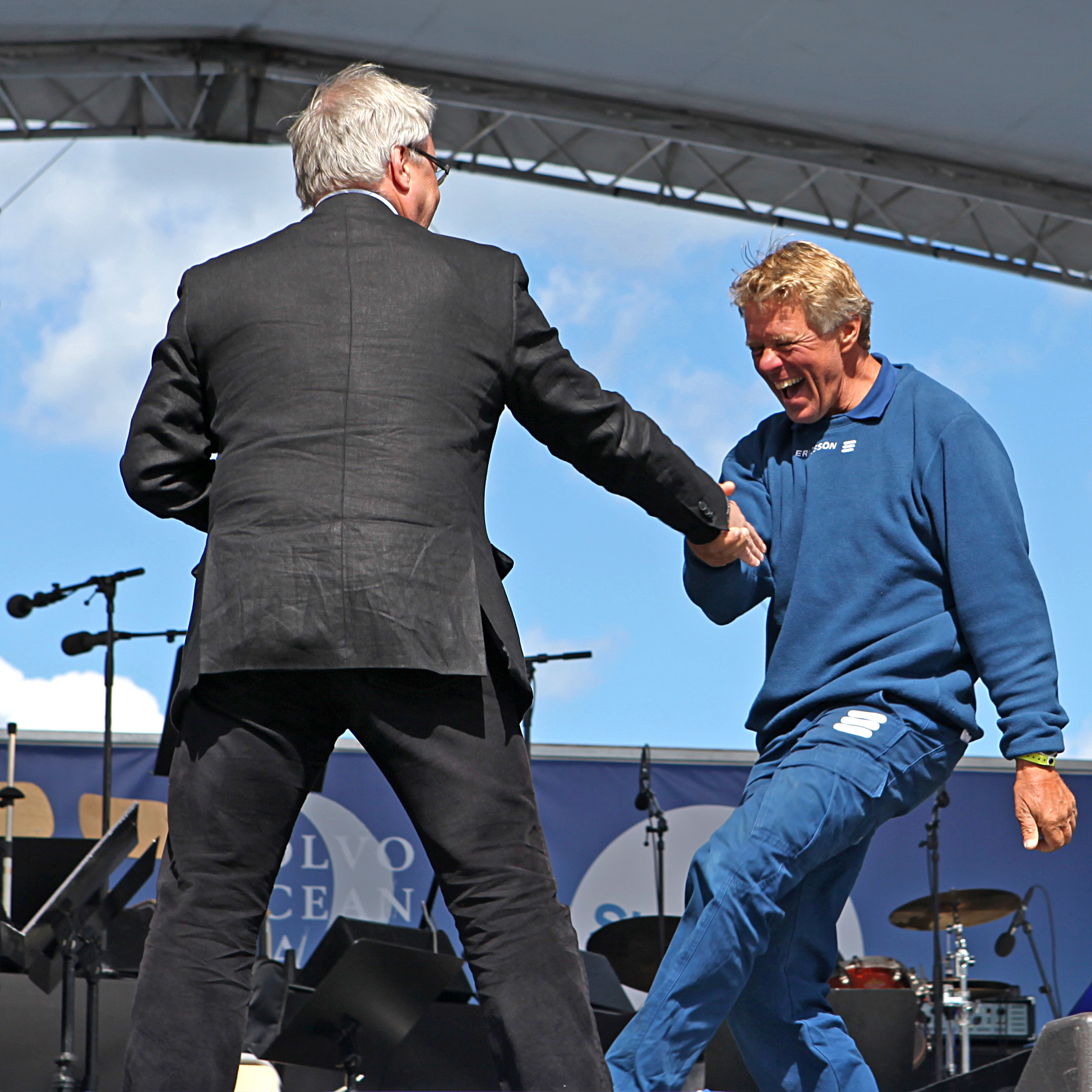
Magnus Olsson är glad
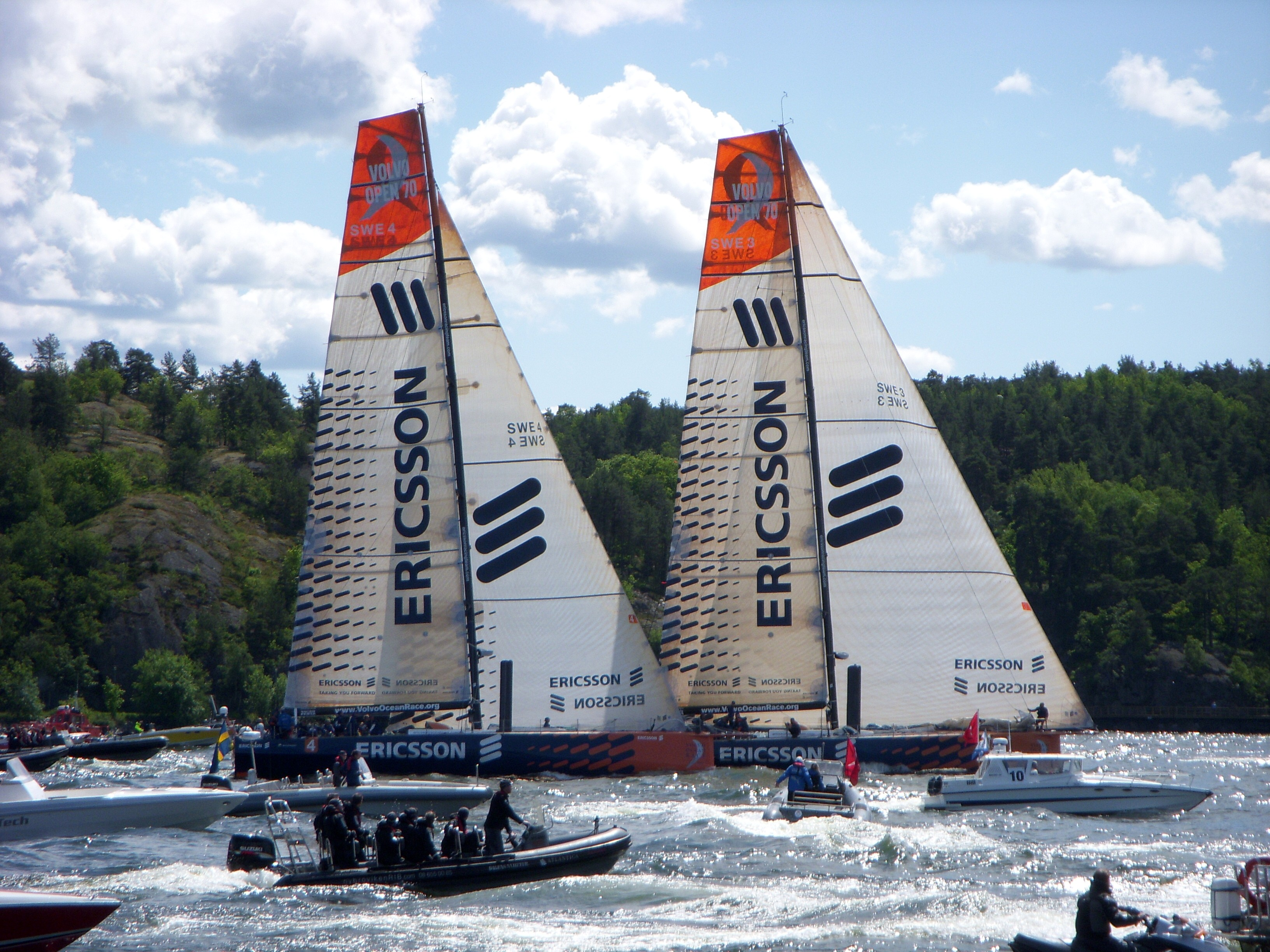
Ericsson 3 och Ericsson 4